# Мрія (ансамбль танцю)
Народний ансамбль танцю «Мрія» був заснований 1947 року в Львові.

## Історія
У 1947 році 50 молодих людей-аматорів створили ансамбль «Мрія» під керівництвом Романюка. Ця група людей склала основний склад ансамблю, який у 1957 році отримав почесне звання «Народний». Після Романюка ансамблем керували Хазан, Воронін, Шекеро, Брилинський, Д'яконов та Марк Гарц.
У 1983 році стати керівником Народного ансамблю танцю «Мрія» запрошують заслуженого працівника культури України Михайла Даниловича Кричевця. У цьому ж році він створює дитячий колектив «Квіти України», який за рік отримує звання «Зразковий». Михайло Кричевець керував Народним ансамблем танцю «Мрія» та Зразковим ансамблем танцю «Квіти України» понад 20 років. За цей період «Мрія» досягла особливого розквіту.
З 2003 року художнім керівником ансамблю є Ірина Костянтинівна Колеснікова, яка з другого класу почала танцювати в ансамблі Михайла Кричевця, а з травня 1984 року починає танцювати в Народному ансамблі танцю «Мрія», а вже з вересня 1984 року почала працювати в дитячому колективі «Піонерська Мрія».
У 2019 році ансамбль став членом українського осередку CIOFF.
Ансамбль має власний оркестр, яким вже більше 30 років керує диригент Леонід Якович Зубенко.

## Репертуар
Репертуар ансамблю — це народно-сценічний танець, сюжетні хореографічні композиції, пов'язані з історією і традиціями українського народу. Колектив бере участь у багатьох фестивалях та конкурсах, розширює свою репертуарну палітру: «Сюїта польських танців», «Російська сюїта», «Танець на полях сомбреро», «Арагонська хота». Хореографічні композиції, створені в ансамблі видатними хореографами України, належать до золотого фонду танцювального мистецтва України.
Ліричний «Танець з дзвіночками» — це гімн коханню, в якому ніжний передзвін сріблястих дзвіночків переплітається з мелодією української народної пісні «Ой у гаю, при Дунаю».
Хореографічна композиція «Чарівниця», створена за мотивами народного свята «На Івана Купала», зачаровує красою дівчат, які плетуть віночок мрії, любові і надії.
Вибухом сміху і оплесків зустрічає завжди глядач появу на сцені хлопців, виконавців жартівливого прикарпатського танцю «Чіпак».
Краса рідних карпатських гір, самобутні костюми та музика поєднані у танці «Карпатська сюїта».
Завдяки співпраці з відомими хореографами з'являються такі шедеври хореографії як «Каменярі», постановники Заславський, Мельник; «На кургані» Анатолій Шикеро, «Молдавська сюїта» — Біхман, «Вєсєліца» — танець Є. Бех, постановка М. Гарц, «Подоляночка», постановник Володимир Тимошенко.
Всього у репертуарі ансамблю танцю «Мрія» — 24 хореографічні номери. Характерною рисою є те, що вони побудовані на народній основі з використанням елементів класичної хореографії і школи, це і сприяє високій культурі виховання, притаманній учасникам колективу.

## Гастролі
За роки існування Народний ансамбль народного танцю «Мрія» побував у багатьох містах України та за кордоном — Білорусі, Росії, Італії, Франції, Голландії, Іспанії, Польщі, Угорщини, Німеччини, Словаччини та Данії.
У 1985 році «Мрію» запросили на міжнародний фестиваль фольклорного мистецтва в Італію, м. Горіція. Виступ ансамблю був настільки вдалим, що італійці запросили до себе ще в 1991 та в 1993 роках. За три роки «Мрія» проїхала з концертами по Італії з півночі до далекої спекотної Сицилії. І всюди виходила переможцем творчих змагань.
У 1993 році на запрошення української діаспори у Франції, ансамбль виїхав із задоволенням. Ці зворушливі зустрічі на французькій землі, щиро підтримували виступи артистів з рідної України. Особливо запам'ятався концерт для учасників Здвигу всіх українців проживаючих у Франції.
У березні 1993 року ансамблю став учасником фестивалю у Голландії. Цього разу за умовами фестивалю переможців не визначали.
Рік 1994 став для «Мрії» роком знайомства із ще однією світовою перлиною Іспанією. І знову — успіх. Незважаючи на неможливу спеку, тяжкі кліматичні умови, виконавці змогли з честю вийти із складної ситуації. І як результат в цьому фестивалі — їх запросили ще раз приїхати до Іспанії.
Цього разу, в квітні 1995 року, «Мрію» вітали учасники міжнародного фестивалю в старовинному місті Сарагосі. Запальний український «Гопак» у виконанні львівських танцюристів ще раз і ще раз повторювався на біс.
Ансамбль «Мрія» є постійним учасником урочистостей на честь Дня Незалежності України і багатьох концертів у м. Львові. Також є учасником та лауреатом перших премій таких фестивалів як: Всеукраїнський фестиваль-конкурс народної хореографії імені Павла Вірського, Фестиваль-конкурс хореографічного мистецтва 97 річниці від Дня народження Ярослава Чуперчука, Перший Всеукраїнський фестиваль-конкурс народної хореографії імені героя України Мирослава Вантуха та багатьох польських фестивалів.
Сьогодні ми маємо багатьох відомих і талановитих людей, які починали свою творчу діяльність в Народному ансамблі народного танцю «Мрія». Одним із учнів цього колективу є видатний хореограф України, лауреат Шевченківської премії, головний балетмейстер і художній керівник Державного ансамблю танцю України імені П. Вірського — Мирослав Вантух.

## Перемоги і нагороди
- 2003 — колектив стає переможцем фестивалю «Сурми звитяги» та Лауреатом 4 міжнародного фольк-фестивалю «У Галицькім колі»
- 2006 — «Мрія» стає лауреатом 2 премії фестивалю ім. Чуперчука
- 2006 — колектив стає переможцем відбіркового туру 2 Всеукраїнського фестивалю-конкурсу народної хореографії ім. П. Вірського
- 2006 — «Мрія» переможець 4 міжнародного телефестивалю «Горицвіт» в номінації «кращий ансамбль пісні і танцю»
- 2007 — ансамбль стає переможцем фестивалю національних культур «Всі ми діти твої, Україно»
- 2008 — «Мрія» лауреат фестивалю «Відлуння 2008» та лауреат 5 Всеукраїнського фестивалю аматорського мистецтва, цього ж року «Мрія» стає дипломантом 2 міжнародного дитячо-юнацького хореографічного фестивалю-конкурсу «Містерія-Данс»
- 2009 — «Мрія» учасник звіту Львівщини у Палаці «Україна» м. Київ
- 2009 — колектив бере участь у 1 Всеукраїнському конкурсі народної хореографії ім. Героя України М. Вантуха
- 2010 — «Мрія» отримує диплом 2 ступеня в міжнародному фольклорному фестивалі «Різа — 2010» в Німеччині
- 2011 — ансамбль учасник фінального туру 3 Всеукраїнського фестивалю ім. П. Вірського у м. Києві
- 2011 — «Мрія» бере участь у культурній програмі урочистого відкриття стадіону «Арена-Львів»
- 2012 — колектив бере участь у загальноміських заходах з нагоди проведення фінальної частини чемпіонату Європи 2012 року з футболу
- 2013 — «Мрія» отримала Гран-прі фестивалю «Львівська рапсодія 2013»
- 2018 — колектив отримує Гран-прі Всеукраїнського фестивалю-конкурсу народної і сучасної хореографії «Осінній листопад 2018», м. Давидів
- 2019 — ансамбль нагороджений дипломом 1 ступеня фестивалю-конкурсу «Барви дитинства»
- 2019 — «Мрія» отримує Гран-прі Всеукраїнського фестивалю народної хореографії «Галицькі вакації», м. Червоноград

### Міжнародні фестивалі
- 2002 — «Краков'як 2002», м. Краків, Польща
- 2003 — дні культури в Сербії, м. Добановці, Сербія
- 2004 — дні України в Данії, м. Аутерслунг, Данія
- 2005 — фестивалі «Битівська ватра», Польща, «11 ніч на Івана Купала», м. Круклянки, Польща
- 2005—2007 — фестивалі "Гуральський карнавал, м. Буковина Татаршанська, Польща
- 2008 — міжнародний фестиваль м. Кенштин, Польща
- 2009 — міжнародний фестиваль м. Гіжицько, м. Ольштин, Польща та міжнародний фестиваль у м. Рига, Латвія
- 2010 — беручи участь у культурній програмі на міжнародному туристичному ярмарку в м. Берлін, Німеччина, ансамбль виступив з концертом у Посольстві України в Німеччині
- з 2003 по 2016 — Міжнародний культурний проект «Мости між містами» Львів — Краків — Братислава
- з 2010 по 2013 ансамбль взяв участь у міжнародному проекті «3 мови- 3 культури» м. Львів, Україна, м. Брест, Білорусія, м. Люблін, Польща.